# Elaphoglossum scandens
Elaphoglossum scandens là một loài dương xỉ trong họ Dryopteridaceae. Loài này được T. Moore mô tả khoa học đầu tiên năm 1857.